# Стейси Торн
Стейси Торн (англ. Staci Thorn), настоящее имя Лейси Торнтон (англ. Lacie Thornton); род. 15 декабря 1983, Хантсвилл, Алабама, США) — американская порноактриса и модель.

## Биография
Стейси имеет ирландское и австрийское происхождение. Торн впервые стала сниматься в порно в возрасте 21 года, в 2004 году — причём сразу начала выступать в откровенных хардкорных сценах. Она работала в таких известных компаниях, как Vivid Entertainment, Metro, Hustler, Sin City, Wildlife, Pure Filth и Adam & Eve. Торн выиграла премию AVN за лучшую сцену группового секса в 2005 году. Кроме того, Стейси также была номинирована на AVN Awards за лучший групповой секс в 2007 году и лучший анальный секс в 2008 году.
У Стейси есть три татуировки (паук и паутина внутри правого запястья; плетённое солнце с лицом внутри на нижней части спины; роза на левой лопатке), а также пирсинг на языке и в левой ноздре.
Съёмки в порно прекратились в 2014 году. Проживает в Лос-Анджелесе, штат Калифорния.
По данным на июль 2021 года, Стейси Торн снялась в 367 порнофильмах.

## Премии и номинации
| Год  | Премия    | Номинация                    | Фильм                      | Результат |
| ---- | --------- | ---------------------------- | -------------------------- | --------- |
| 2005 | AVN Award | Best Group Sex Scene — Video | Orgy World 7               | Победа    |
| 2007 | AVN Award | Best Group Sex Scene — Video | Sodom 2: The Bottom Feeder | Номинация |
| 2008 | AVN Award | Best Anal Sex Scene — Film   | Debbie Does Dallas Again   | Номинация |

## Избранная фильмография
- Oversized Cum Buttons (2011)
- 2 Big, Two Black for Her White Crack (2010)
- Hot Ass 4 (2009)
- Cry Wolf (2008)
- Anal Hell 2 (2007)
- Throat Gaggers #10 (2006)
- Sodom 2: The Bottom Feeder (2005)
- Дебби покоряет Даллас снова (2005)
- Orgy World 7 (2004)[5]